# Гребенченко Віталій Володимирович
Віта́лій Володи́мирович Гребе́нченко — молодший сержант Збройних сил України.

## Нагороди
За особистий внесок у зміцнення обороноздатності Української держави, мужність, самовідданість і високий професіоналізм, виявлені під час виконання військового обов'язку, та з нагоди Дня Збройних Сил України нагороджений орденом «За мужність» III ступеня (2.12.2016).